# Khadijah của Maldives
Al-Sultana Khadeejah Sri Raadha Abaarana Mahaa Rehendhi (tiếng Dhivehi: އައްސުލްޠާނާ ޚަދީޖާ ސިރީ ރާދަ އަބާރަނަ މަހާރެހެންދި; mất 1380) hay còn được biết đến như Rehendhi Khadeejah (tiếng Dhivehi: ރެހެންދި ޚަދީޖާ) nghĩa là Nữ hoàng Khadeejah, là Sultana (Nữ hoàng, hoàng hậu) của Maldives từ 1347 đến 1380. Bà là một trong những người phụ nữ thời kỳ đầu cai trị một quốc gia Hồi giáo và cả trong lịch sử Maldives. Khadeeja là con gái cả của Omar I của Maldives. Sau cái chết của cha bà năm 1341, em trai bà Ahmed Shihabuddine của Maldives lên ngôi. Tuy nhiên, năm 1347, bà ám sát Sultan Ahmed Shihabuddine và cướp lấy ngai vàng, trở thành nữ hoàng đầu tiên của Triều đại Theemuge.

## Tiểu sử

### Lần trị vì thứ nhất
Khadijah là con gái cả của Sultan Omar I của Maldives. Bà cũng là chị gái cùng cha cha khác mẹ của Raadhafath, người mà sau này kế vị bà. Lần lên ngai vàng đầu tiên của bà là vào năm 1347 sau khi lật đổ em trai mình, Ahmed Shihabuddine, và kéo dài cho đến 1363.

### Lần trị vì thứ hai
Năm 1363 bà bị phế truất bởi tể tướng (đồng thời cũng là chồng) của bà Mohamed el-Jameel, và sau đó ông lên ngôi. Tuy nhiên năm 1364 bà lại phục vị sau khi truất ngôi và ám sát ông. Lần trị vì thứ hai này của bà kéo dài từ 1364 đến 1374 cho đến khi bà bị lật đổ một lần nữa, bởi chồng thứ hai Abdullah I.

### Lần trị vì thứ ba
Năm 1376, 3 năm sau khi bị phế, bà lại ám sát và hạ bệ người chồng thứ hai Abdullah I. Theo đó lần trị vì thứ ba và cũng là cuối cùng của bà kéo dài từ 1376 đến 1380. Dù bị phế bởi những người chồng của mình đến hai lần, bà tổng cộng đã cai trị được 30 năm. Kế vị bà là Raadhafathi.

### Di sản
Sultana Khadeeja là một trong những nhân vật lịch sử nổi tiếng của Maldives. Lịch sử của Maldives ghi lại nhiều chiến công của những anh hùng như Muhammad Thakurufaanu Al Auzam và Dhon Bandaarain, nhưng các ghi chép về một vài nữ hoàng và hoàng hậu được truyền qua các thế hệ lại không có hoặc ít hơn so với một vài dòng ghi chép về danh hiệu và gia phả của họ. Một trong vài trường hợp ngoại lệ là câu chuyện của Nữ hoàng Khadeeja.
Việc nắm giữ quyền lực hơn 30 năm bất chấp mọi thử thách của bà đã trở nên đáng chú ý thậm chí bà là nữ giới. Để bà có được quyền lực và duy trì nó, hàng tá người đã phải chết và bị hại, chẳng hạn như em trai và chồng bà, và thậm chí một số người khác sống cùng thời . 
Bà bị phế khỏi ngôi vị hai lần, mỗi lần đều do mỗi người chồng của bà, buộc bà phải đứng lên chống lại họ và cả những cận thần chống đối bà.
Câu chuyện về vị nữ hoàng dũng cảm giết chồng và lên ngô đã lay động người Maldives qua nhiều thế hệ. Bà cũng là biểu tượng của nữ quyền tại Maldives. Một phong trào nữ quyền hoạt động vào đầu những năm 2000 được đặt tên là "Rehendhi", theo như tên của bà.